# Cool and the Crazy
Cool and the Crazy é um filme norte-americano dirigido por Ralph Bakshi e lançado em 1994.